# Free cinema
Il Free cinema (cinema libero) fu un movimento cinematografico britannico, culturale, sociale e politico (esplicitamente di sinistra) degli anni cinquanta e sessanta del XX secolo, di forte contestazione del cinema britannico dell'epoca, inserito nel più ampio contesto internazionale delle "nuove onde" cinematografiche emerse in molte cinematografie nazionali fra la fine degli anni cinquanta e gli anni sessanta.

## Storia
Il free cinema venne fondato verso la metà degli anni cinquanta dal regista inglese Lindsay Anderson (che ne fu leader), dal regista e sceneggiatore ceco Karel Reisz e dalla scrittrice e regista italiana Lorenza Mazzetti, con inoltre la collaborazione del regista Tony Richardson.
Il 5 febbraio 1956 al National Film Theatre di Londra fu presentato il manifesto programmatico del gruppo in tre opere prime: O Dreamland di Lindsay Anderson, Together di Lorenza Mazzetti e Momma Don't Allow di Karel Reisz e Tony Richardson. I film avevano in comune un atteggiamento implicito: il credere nella libertà, nell'importanza dell'individuo e nel significato della quotidianità. Nessun film doveva essere troppo personale, le dimensioni avevano poca importanza, la perfezione non rappresentava in se stessa uno scopo, un atteggiamento significava uno stile, uno stile significava un atteggiamento (il credo del free). Questi film si riallacciavano a quello spirito che, nello stesso periodo, gli anni sessanta, costituivano l'elemento specifico delle opere letterarie e teatrali degli "Angry Young Men" (John Osborne, Harold Pinter, Doris Lessing, John Braine, Shelagh Delaney e Alan Sillitoe), eroi ribelli delle classi popolari che si esprimevano con l'accento della loro provincia, un fenomeno che si ritroverà più tardi nei film di Ken Loach. Questi scrittori e autori teatrali divennero infatti molto spesso sceneggiatori del free cinema.
Al movimento aderirono anche altri registi come Joseph Losey, John Schlesinger, Ken Russell, Jack Clayton, Richard Lester, Desmond Davis, Clive Donner e Ken Loach; e attori britannici del calibro di Tom Courtenay, David Warner, Malcolm McDowell, Richard Harris, Albert Finney, Dirk Bogarde, Robert Stephens, Stanley Baker, Anthony Hopkins, Richard Burton, Alan Bates, Edward Fox, James Fox, Brian Cox, Terence Stamp e le attrici Vanessa Redgrave, Julie Christie, Glenda Jackson, Rita Tushingham, Lynn Redgrave; l'attore americano Laurence Harvey e l'attore australiano Peter Finch.
Insieme, pur se ciascuno con la sua personalità, attraverso le rispettive opere, si opponevano al conformismo sclerotizzante del cinema inglese. La collera nel modo di denunciare una società di piacere senza gioia. Questa filiazione è evidente in If (distribuito in Italia con il titolo di Se...), film di Lindsay Anderson dallo spirito anarchico. Il film uscito per casualità nel 1968, in piena contestazione studentesca e ne rappresentò per un certo senso il manifesto di immagine dei giovani studenti britannici. Con If si concluse in pratica il movimento anche se Lindsay Anderson con due successivi seguiti a completamento di una trilogia, e con il film Celebrazione del 1975 ne celebrava, appunto, la consacrazione e allo stesso tempo la definitiva conclusione.

## Filmografia
- Momma Don't Allow, regia di Karel Reisz e Tony Richardson (1955)
- O Dreamland, regia di Lindsay Anderson (1955)
- Together, documentario di Lorenza Mazzetti (1955)
- Every Day Except Christmas, documentario di Lindsay Anderson, prodotto da Karel Reisz (1957)
- I giovani arrabbiati, regia di Tony Richardson (1958)
- Siamo i ragazzi di Lambeth (We Are the Lambeth Boys), regia di Karel Reisz (1958)
- La strada dei quartieri alti, regia di Jack Clayton (1959)
- Sabato sera, domenica mattina, regia di Karel Reisz (1960)
- Giungla di cemento (The Criminal), regia di Joseph Losey (1960)
- Gli sfasati, regia di Tony Richardson (1960)
- Sapore di miele, regia di Tony Richardson (1961)
- Gioventù, amore e rabbia, regia di Tony Richardson (1962)
- Eva, regia di Joseph Losey (1962)
- Una maniera d'amare, regia di John Schlesinger (1962)
- Io sono un campione, regia di Lindsay Anderson, prodotto da Karel Reisz (1963)
- Il servo, regia di Joseph Losey (1963)
- Billy il bugiardo, regia di John Schlesinger (1963)
- Tom Jones, regia di Tony Richardson (1963)
- The Caretaker - Il guardiano, di Harold Pinter, regia di Clive Donner (1963)
- Il cadavere in cantina (Nothing But the Best), regia di Clive Donner (1964)
- La ragazza dagli occhi verdi, regia di Desmond Davis (1964)
- Per il re e per la patria, regia di Joseph Losey (1964)
- La doppia vita di Dan Craig, regia di Karel Reisz (1964)
- Frenesia del piacere, regia di Jack Clayton (1964)
- Non tutti ce l'hanno, regia di Richard Lester (1965)
- Darling, regia di John Schlesinger (1965)
- Morgan matto da legare, regia di Karel Reisz (1966)
- Modesty Blaise, la bellissima che uccide, regia di Joseph Losey (1966)
- Ci divertiamo da matti, regia di Desmond Davis (1967)
- The White Bus, regia di Lindsay Anderson (1967)
- Poor Cow, regia di Ken Loach (1967)
- Tutte le sere alle nove, regia di Jack Clayton (1967)
- Via dalla pazza folla, regia di John Schlesinger (1967)
- L'incidente, regia di Joseph Losey (1967)
- Isadora, regia di Karel Reisz (1968)
- Se..., regia di Lindsay Anderson (1968)
- Kes, regia di Ken Loach (1969)
- Alfredo il Grande, regia di Clive Donner (1969)
- Messaggero d'amore, regia di Joseph Losey (1970)
- Family Life regia di Ken Loach (1971)
- O Lucky Man!, regia di Lindsay Anderson (1973)
- Celebrazione, regia di Lindsay Anderson (1975)